# Hermann de Saxe-Weimar-Eisenach (1825-1901)
Hermann George Bernard de Saxe-Weimar-Eisenach (4 août 1825 au Château d'Altenstein - 31 août 1901 à Berchtesgaden) est prince de Saxe-Weimar-Eisenach et duc de Saxe et général du Wurtemberg.

## Biographie
Hermann est le troisième fils de Bernard de Saxe-Weimar-Eisenach (1792-1862) de son mariage avec Ida de Saxe-Meiningen (1794-1852), la fille de Georges Ier de Saxe-Meiningen. Il est un neveu de la reine Adélaïde de Grande-Bretagne.
En 1840, Hermann s'inscrit à l'école de guerre de Louisbourg (de). Il est Major-général et, à partir de 1859, commandant d'une division de cavalerie de l'armée du Wurtemberg. Il reçoit plusieurs médailles, dont l'Ordre de Saint-Alexandre Nevski, la Grand-Croix de l'Ordre du Faucon blanc, l'Ordre de Saint-Étienne de Hongrie et de l'Ordre de la Couronne de Wurtemberg.
Il est décédé le 31 août 1901, et est enterré à la Pragfriedhof à Stuttgart.
Le Weimarstraße à Stuttgart, est nommé d'après lui.

## Mariage et descendance
Hermann s'est marié le 17 juin 1851 à Friedrichshafen à la princesse Augusta de Wurtemberg (1826-1898), la plus jeune fille du roi Guillaume Ier de Wurtemberg. Ils ont les enfants suivants:
- Pauline (1852-1904), mariée en 1873 au Grand-Duc Charles-Auguste de Saxe-Weimar-Eisenach (1844-1894)
- Guillaume de Saxe-Weimar-Eisenach (1853-1924), marié en 1885 à la princesse Gerta d'Isembourg-Büdingen-Wächtersbach (1863-1945)
- Bernhard (1855-1907), à partir de 1901, "comte de Crayenburg", marié en 1900, à Marie-Louise Brockmüller (1866-1903) et en 1905, à la comtesse Élisabeth von der Schulenburg (1869-1940)
- Alexandre (1857-1891)
- Ernest (1859-1909)
- Olga (1869-1924), mariée en 1902 avec le prince Léopold d'Isembourg-Büdingen (1866-1933), l'aîné des fils de Charles d'Isembourg-Büdingen.